# Les Yeux d'un mort
Pour plus de détails, voir Fiche technique et Distribution.
Les Yeux d'un mort (Dead Man's Eyes) est un film américain réalisé par Reginald Le Borg, sorti en 1944.

## Synopsis
Quand un artiste devient aveugle, le père de sa fiancée l'informe qu'il peut l'opérer pour lui redonner la vue. Lorsque le docteur meurt soudainement l’artiste devient alors un suspect aux yeux de tous.

## Fiche technique
- Titre original : Dead Man's Eyes
- Réalisation : Reginald Le Borg
- Scénario : Dwight V. Babcock
- Photographie : Paul Ivano
- Montage : Milton Carruth
- Société de production : Universal Pictures
- Pays de production :  États-Unis
- Format : Noir et blanc - 1,37:1 - Mono
- Genre : horreur
- Date de sortie : 1944

## Distribution
- Lon Chaney Jr. : David Stuart
- Acquanetta : Tanya Czoraki
- Jean Parker : Heather Hayden
- Paul Kelly : Dr Alan Bittaker
- Thomas Gomez : Capitaine de police Drury
- Jonathan Hale : Dr Sam Welles
- Edward Fielding : Dr Stanley Hayden
- George Meeker : Nick Phillips
- Pierre Watkin : l'avocat d'Hayden